# Corey Haim
Corey Ian Haim (Toronto, 23 december 1971 - Burbank (Californië), 10 maart 2010) was een Canadees acteur en tieneridool.

## Levensloop
Als kind nam Haim voor het eerst acteerlessen om over zijn verlegenheid heen te komen. Zijn eerste rol kreeg hij in het jeugdprogramma The Edison Twins, dat liep van 1982 tot en met 1986. Zijn filmdebuut volgde in 1984, maar zijn grote doorbraak kwam in 1986. In dat jaar speelde hij de titelrol in de tienerfilm Lucas. Hij kreeg positieve reacties en werd populair. Het resulteerde in een rol in de kortlopende sitcom Roomies.
Haim was in 1987 naast Jason Patric en Kiefer Sutherland te zien in de vampierfilm The Lost Boys. Hier ontmoette hij naamgenoot Corey Feldman, een acteur met wie hij regelmatig samen zou werken. Ze groeiden beiden uit tot tieneridolen en waren in verschillende tienerfilms te zien. In de jaren 90 verloor hij echter zijn populariteit en raakte hij bankroet. Haim raakte verslaafd aan pillen. Hiervoor bezocht hij in 2000 een afkickkliniek. Haim kwam sterk aan in gewicht.
In 2004 bracht de Ierse rockgroep The Thrills de single Whatever Happened To Corey Haim? uit en haalde daarmee de 22ste plaats in de UK Single Chart en werd ook in België en Nederland een veel gedraaid nummer.
In 2007 maakte hij zijn comeback met de reality-serie The Two Coreys. Tijdens het tweede seizoen van de serie ontstonden geruchten dat Haim opnieuw drugsproblemen zou hebben. Feldman weigerde nog met hem te werken voordat hij weer clean was.
Op 10 maart 2010 werd Haim dood aangetroffen in het appartement van zijn moeder. Waarschijnlijk is hij overleden aan een overdosis door verkeerd medicijngebruik.

## Filmografie
- Bibsys: 98043006
- Biblioteca Nacional de España: XX1309460
- Bibliothèque nationale de France: cb140285055 (data)
- Gemeinsame Normdatei: 1027883362
- International Standard Name Identifier: 0000 0000 7729 1513
- Library of Congress Control Number: n92058095
- MusicBrainz: cdf813b6-2f72-4016-b907-48677236212b
- Nationale Bibliotheek van Tsjechië: js20100330002
- Nationale Bibliotheek van Polen: a0000001763537
- Nederlandse Thesaurus van Auteursnamen: 07357757X
- Système universitaire de documentation: 160120349
- Virtual International Authority File: 29731934
- WorldCat: E39PBJmhR7xQDgPqmM3prrwDMP